# Свідок на весіллі (фільм, 2005)
«Свідок на весіллі» (англ. The Best Man) — британська романтична комедія 2005 року.

## Сюжет
Друзі дитинства Оллі Пікеринг і Мюррей віддаляються один від одного, коли Оллі після школи вступає на навчання до університету і знаходить нового друга Джеймса. Оллі, який змалку мріяв стати письменником, пише два розділи роману, і видавець дає йому аванс для закінчення книги, але у Оллі починається творча криза, він змушений повернути аванс і залишається у Лондоні без грошей. Житло йому безкоштовно надає Мюррей, з яким вони поновили дружбу.
Через деякий час Джеймс планує одружитися і запрошує Оллі на вечірку, щоб запропонувати йому стати свідком на весіллі і виголосити смішну весільну промову. Оллі почувається незручно на вечірці і випадково знайомиться з майбутньою нареченою Сарою, яка йому відразу сподобалася.
Оллі обговорює з друзями знайомство і своє захоплення нареченою друга, і ті радять Оллі не сторонитися Сари. А Мюррей без відома Оллі починає компроментувати Джеймса в очах Сари. Сара починає підозрювати Джеймса у зраді і скасовує весілля. Але Мюррей зізнається Оллі, що це він усе спланував, і Оллі пише від імені Джеймса проникливого листа Сарі, після чого вона мириться з Джеймсом.
Оллі гадає, що все робить правильно, але дізнається, що Джеймс не один раз зраджував Сарі, і в останню мить у церкві зриває укладення шлюбу Джеймса і Сари, зізнавшись їй у своєму коханні і повідомивши про невірність Джеймса.

## Ролі виконували
| Актор            | Персонаж      | Роль                  |
| ---------------- | ------------- | --------------------- |
| Стюарт Тавнсенд  | Оллі Пікеринг |                       |
| Емі Смарт        | Сара          |                       |
| Сет Грін         | Мюррей        |                       |
| Стів Джон Шеперд | Джеймс        |                       |
| Кейт Ешфілд      | Бекка         | подруга Сари          |
| Джоді Мей        | Таня          | подруга Оллі          |
| Стюарт Райт      | Гейтс         | друг Оллі             |
| Девід Оєлово     | адвокат Грем  | друг Оллі             |
| Анна Чанселлор   | Дана          | бос Оллі              |
| Мартін Генкок    | Стен          | власник порнокрамниці |